# Christmas Time Again
Christmas Time Again je jedenácté studiové album americké southern rockové skupiny Lynyrd Skynyrd, vydané v roce 2000. Jedná se o kompilaci cover verzí různých vánočních písní a vlastní skladby skupiny s vánočními tématy.

## Seznam skladeb
| Pořadí         | Název                                                 | Autor                                                        | Délka |
| -------------- | ----------------------------------------------------- | ------------------------------------------------------------ | ----- |
| 1.             | Santa's Messin' with the Kid                          | Eddie C. Campbell                                            | 3:15  |
| 2.             | Rudolph the Red-Nosed Reindeer                        | Johnny Marks                                                 | 2:31  |
| 3.             | Christmas Time Again                                  | Medlocke, Krantz-Rossington, Rossington, Thomasson, Van Zant | 4:34  |
| 4.             | Greensleeves                                          | tradicionál                                                  | 2:18  |
| 5.             | Santa Claus Is Coming to Town (hraje Charlie Daniels) | Medlocke, Krantz-Rossington, Rossington, Thomasson, Van Zant | 3:08  |
| 6.             | Run Run Rudolph                                       | Marvin Brodie, Johnny Marks                                  | 3:34  |
| 7.             | Mama's Song                                           | Medlocke, Rossington, Hughie Thomasson, Van Zant             | 3:53  |
| 8.             | Santa Claus Wants Some Lovin'                         | Mack Rice                                                    | 3:38  |
| 9.             | Classical Christmas                                   | Medlocke, Krantz-Rossington, Rossington, Thomasson, Van Zant | 2:09  |
| 10.            | Hallelujah, It's Christmas (hrají 38 Special)         | Don Barnes, Danny Chauncey, Donnie Van Zant                  | 4:01  |
| 11.            | Skynyrd Family                                        | Medlocke, Rossington, Thomasson, Van Zant                    | 3:00  |
| Celková délka: | Celková délka:                                        | Celková délka:                                               | 35:51 |

## Obsazení
Lynyrd Skynyrd
- Johnny Van Zant – zpěv
- Gary Rossington – kytara
- Billy Powell – klávesy, piano
- Leon Wilkeson – baskytara, vokály (uveden pouze na přebalu, na albu však nehraje)
- Rickey Medlocke – kytara, vokály
- Hughie Thomasson – kytara, vokály
- Michael Cartellone – bicí, perkuse
- Dale Krantz Rossington – vokály
- Carol Chase – vokály

Hosté
- Mike Brignardello – baskytara
- Mark Pfaff – harfa (ve skladbě „Santa's Messin' with the Kid“)
- Bill Cumo – klávesy (ve skladbách „Christmas Time Again“, „Greensleeves“ a „Classical Christmas“)
- Charlie Daniels – kytara, zpěv (ve skladbě „Santa Claus Is Coming to Town“)
- Taz DiGregorio – klávesy (ve skladbě „Santa Claus Is Coming to Town“)
- Charlie Hayward – baskytara (ve skladbě „Santa Claus Is Coming to Town“)
- Pat McDonald – bicí, perkuse (ve skladbě „Santa Claus Is Coming to Town“)
- Mark Matejka – kytara, vokály (ve skladbě „Santa Claus Is Coming to Town“)
- Chris Wormer – kytara, vokály (ve skladbě „Santa Claus Is Coming to Town“)
- 38 Special
  - Danny Chauncey
  - Don Barnes
  - Donnie Van Zant